# Höferänger
Höferänger (oberfränkisch: Heefer-änge) ist ein Gemeindeteil der Großen Kreisstadt Kulmbach im  Landkreis Kulmbach (Oberfranken, Bayern). Die Gemarkung Höferänger hat eine Fläche von 6,299 km². Sie ist in 526 Flurstücke aufgeteilt, die eine durchschnittliche Flurstücksfläche von 11976,22 m² haben. In ihr liegen neben dem namensgebenden Ort die Gemeindeteile Altenreuth, Biegersgut, Höfstätten, Niederndobrach, Rosengrund und Sackenreuth.

## Geografie
Durch das Dorf fließt die Dobrach. Der Madelsbach mündet dort als linker und der Mäusbach als rechter Zufluss in die Dobrach. Im Osten liegt der Ziegelhüttener Forst mit den Anhöhen Buchrangen (477 m ü. NHN) und Martersberg (492 m ü. NHN). Die Bundesstraße 85 führt nach Lösau (3,4 km nordwestlich) bzw. nach Kulmbach zur Bundesstraße 289 (2,4 km südlich). Die Kreisstraße KU 3 führt nach Niederndobrach (0,7 km südwestlich). Gemeindeverbindungsstraßen führen nach Biegersgut (0,4 km westlich) und nach Rosengrund (1,4 km westlich).

## Geschichte
Der Ort wurde 1290 als „Hoevelins“ erstmals urkundlich erwähnt. Der Ortsname bedeutet kleiner Hof. 1398 wurde der Ort als „Hofleinsanger“ bezeichnet, 1431 als „Hoeffer Anger“, 1740 erstmals in der heutigen Form „Höfferänger“.
Gegen Ende des 18. Jahrhunderts gab es in Höferänger 13 Anwesen. Das Hochgericht übte das bayreuthische Stadtvogteiamt Kulmbach aus. Die Dorf- und Gemeindeherrschaft hatte das Kastenamt Kulmbach. Grundherren waren das Kastenamt Kulmbach (1 Tropfgütlein), das Klosteramt Kulmbach (4 Söldengüter, 1 Tropfhäuslein, 1 Hofstatt), das Rittergut Oberdornlach (2 Güter, 3 Gütlein) und das Rittergut Wernstein (1 Gut).
Von 1797 bis 1810 unterstand der Ort dem Justiz- und Kammeramt Kulmbach. Mit dem Gemeindeedikt wurde Höferänger dem 1811 gebildeten Steuerdistrikt Oberdornlach und der 1812 gebildeten Ruralgemeinde Oberdornlach zugewiesen. Infolge des Zweiten Gemeindeedikts (1818) wurde der Ort in die neu gebildete Ruralgemeinde Unterdornlach umgemeindet. 1955 wurde diese aufgelöst. Unterdornlach mit Bärnhof kamen an Oberdornlach, während Rosengrund von Oberdornlach an Höferänger abgegeben wurde, so dass die Gemeinde sich aus den Gemeindeteilen Altenreuth, Biegersgut, Höferänger, Höfstätten, Niederndobrach, Rosengrund und Sackenreuth zusammensetzte. Sie hatte eine Gebietsfläche von 6,304 km². Am 1. Januar 1974 wurde Höferänger im Zuge der Gebietsreform in Bayern nach Kulmbach eingegliedert.

### Baudenkmal
- Haus Nr. 18: Wohnhaus

### Einwohnerentwicklung

#### Gemeinde Höferänger
| Jahr      | 1961  | 1970   |
| Einwohner | 427   | 429    |
| Häuser    | 74    |        |
| Quelle    | [ 9 ] | [ 13 ] |

#### Ort Höferänger
| Jahr      | 001809 | 001818 | 001861 | 001871 | 001885 | 001900 | 001925 | 001950 | 001961 | 001970 | 001987 |
| Einwohner | 89     | 58     | 69     | 50     | 60     | 49     | 53     | 100    | 126    | 158    | *      |
| Häuser    |        | 11     |        |        | 10     | 10     | 10     | 13     | 24     |        | *      |
| Quelle    | [ 14 ] | [ 8 ]  | [ 15 ] | [ 16 ] | [ 17 ] | [ 18 ] | [ 19 ] | [ 20 ] | [ 9 ]  | [ 13 ] | [ 21 ] |

## Religion
Höferänger war ursprünglich nach St. Peter in Kulmbach gepfarrt. Von 1528 bis 1740 war der Ort nach St. Maria Magdalena (Kirchleus) gepfarrt und ist seitdem protestantisch. Seit 1740 ist er wieder nach Kulmbach gepfarrt.